# Kiviselkä (del av en sjö i Mellersta Finland)
Kiviselkä är en del av en sjön Isojärvi i Finland. Den ligger i Kuhmois i landskapet Mellersta Finland, i den södra delen av landet, 160 km norr om huvudstaden Helsingfors. Kiviselkä ligger 144 meter över havet. I omgivningarna runt Kiviselkä växer i huvudsak blandskog.